# WCW Cruiserweight Tag Team Championship
Le WCW Cruiserweight Tag Team Championship était un titre de courte durée créé en 2001 juste avant le rachat de la World Championship Wrestling par la World Wrestling Federation.

## Histoire
Le WCW Cruiserweight Championship et les matchs concernant ce titre ont toujours été quelque chose d'unique dans les programmes de la WCW. Avec le nombre de cruiserweights présents, il était décidé d'étendre la visibilité de la division, et ainsi de créer un titre pour les poids-moyens en février 2001.
|  | Quarts de finale                  | Quarts de finale               |                                   |       | Demi-finales | Demi-finales |  |  | Finale | Finale |
|  | Quarts de finale                  | Quarts de finale               |                                   |       | Demi-finales | Demi-finales |  |  | Finale | Finale |
|  |                                   |                                |                                   |       |              |              |  |  |        |        |
|  |                                   |                                |                                   |       |              |              |  |  |        |        |
|  |                                   |                                |                                   |       |              |              |  |  |        |        |
|  | Johnny Swinger et Jason Lee       | 5:11                           |                                   |       |              |              |  |  |        |        |
|  | Johnny Swinger et Jason Lee       | 5:11                           |                                   |       |              |              |  |  |        |        |
|  | Rey Mysterio, Jr. et Billy Kidman | Tombé                          |                                   |       |              |              |  |  |        |        |
|  | Rey Mysterio, Jr. et Billy Kidman | Tombé                          | Rey Mysterio, Jr. et Billy Kidman | Tombé |              |              |  |  |        |        |
|  |                                   |                                | Rey Mysterio, Jr. et Billy Kidman | Tombé |              |              |  |  |        |        |
|  |                                   | Evan Karagias et Shannon Moore |                                   |       |              |              |  |  |        |        |
|  | Evan Karagias et Shannon Moore    | Tombé                          |                                   |       |              |              |  |  |        |        |
|  | Evan Karagias et Shannon Moore    | Tombé                          |                                   |       |              |              |  |  |        |        |
|  | Jason B. et Scotty O.             |                                |                                   |       |              |              |  |  |        |        |
|  | Rey Mysterio, Jr. et Billy Kidman | 13:44                          |                                   |       |              |              |  |  |        |        |
|  | Rey Mysterio, Jr. et Billy Kidman | 13:44                          |                                   |       |              |              |  |  |        |        |
|  |                                   | Elix Skipper et Kid Romeo      | Tombé                             |       |              |              |  |  |        |        |
|  | Kwee Wee (en) et Mike Sanders     | Elix Skipper et Kid Romeo      | Tombé                             |       |              |              |  |  |        |        |
|  |                                   |                                |                                   |       |              |              |  |  |        |        |
|  | Kaz Hayashi et Yang               | Tombé                          |                                   |       |              |              |  |  |        |        |
|  | Kaz Hayashi et Yang               | Tombé                          | Kaz Hayashi et Yang               |       |              |              |  |  |        |        |
|  |                                   |                                |                                   |       |              |              |  |  |        |        |
|  |                                   | Elix Skipper et Kid Romeo      | Tombé                             |       |              |              |  |  |        |        |
|  | Elix Skipper et Kid Romeo (en)    | Elix Skipper et Kid Romeo      | Tombé                             | Tombé |              |              |  |  |        |        |
|  | Elix Skipper et Kid Romeo (en)    |                                |                                   | Tombé |              |              |  |  |        |        |
|  | Air Paris et Air Styles           |                                |                                   |       |              |              |  |  |        |        |
|  |                                   |                                |                                   |       |              |              |  |  |        |        |

## Historique du titre
| Catcheurs                                              | Règnes ensemble | Date         | Lieu                       |
| ------------------------------------------------------ | --------------- | ------------ | -------------------------- |
| Kid Romeo (en) et Elix Skipper                         | 1               | 18 mars 2001 | Jacksonville (Floride)     |
| The Filthy Animals (Billy Kidman et Rey Mysterio, Jr.) | 1               | 26 mars 2001 | Panama City Beach, Floride |

La World Wrestling Federation a retiré le championnat lors du rachat de la WCW le 26 mars 2001.